# Cresilmetilacetona
En Química, cresilmetilacetona es una acetona correspondiente a la fórmula racional CH3 - C6H4 - CO - CH3, cuerpo líquido, con olor parecido al de la esencia de las almendras amargas, con punto de ebullición entre 217.º y 224.º, con derivados, como los siguientes:
- Metacresilmetilacetona:
  - Karl von Buchka y J. Irish obtuvieron este cuerpo destilando una mezcla de metatolueno y acetato cálcico
  - Por la acción del permanganato potásico se transforma en ácido metaftálico
  - La potasa en disolución la desdobla en tolueno y acetato potásico
- Paracresilmetilacetona:
  - Según Karl Oscar Widman y Blodiu el cuerpo que se forma cuando se oxida el cimeno con el ácido nítrico diluido es paracresilmetilacetona.
- Por la acción de los oxidantes enérgicos, como el ácido nítrico, se transforma en ácido paratoluico
- Tratado por el anhídrido fosfórico o por los ácidos clorhídrico o sulfúrico, da productos de condensación perfectamente cristalizados.
- Con el bromuro forma un derivado dibromado que es sólido, fusible a 100º y puede destilar sin descomposición.